# Julian Arnoldt-Russocki
Julian Edwin Arnoldt-Russocki (ur. 11 lipca 1893 we wsi Penkiny, pow. Wyłkowyszki, zm. 10 sierpnia 1953) – podpułkownik kawalerii Wojska Polskiego, kawaler Orderu Virtuti Militari.

## Życiorys
Urodził się w 1893 roku we wsi Penkiny (obecnie Penkiniai, na Litwie). Był synem Bronisława, starszym bratem Wiktora (1895–1956), także podpułkownika kawalerii Wojska Polskiego.
Został oficerem Armii Imperium Rosyjskiego. Podczas I wojny światowej służył w 5 pułku ułanów. Po odzyskaniu niepodległości przez Polskę został przyjęty do Wojska Polskiego. Od grudnia 1918 roku był żołnierzem 12 pułku ułanów, a po przekształceniu 10 pułku ułanów. Brał udział w wojnie polsko-bolszewickiej w stopniu porucznika kawalerii w szeregach 10 puł w na stanowisku dowódcy szwadronu zapasowego. 1 czerwca 1921 roku pełnił nadal służbę w 10 puł.
3 maja 1922 roku został zweryfikowany w stopniu rotmistrza ze starszeństwem z dniem 1 czerwca 1919 roku i 121. lokatą w korpusie oficerów jazdy (od 1924 roku – kawalerii), a jego oddziałem macierzystym był nadal 10 puł. Oficerem 10 pułku ułanów w Białymstoku pozostawał do 1930 roku. 12 kwietnia 1927 roku został awansowany na majora ze starszeństwem z dniem 1 stycznia 1927 roku i 10. lokatą w korpusie oficerów kawalerii. W 1928 roku dowodził szwadronem zapasowym. W lipcu 1929 roku został przesunięty na stanowisko kwatermistrza. Z dniem 5 lipca 1930 roku został przeniesiony do 16 pułku ułanów w Bydgoszczy na stanowisko zastępcy dowódcy pułku. 17 stycznia 1933 roku został awansowany na podpułkownika ze starszeństwem z dniem 1 stycznia 1933 roku i 6. lokatą w korpusie oficerów kawalerii. Od 15 lipca 1939 roku dowodził 16 pułkiem ułanów wielkopolskich im. gen. Gustawa Orlicz-Dreszera.
Po wybuchu II wojny światowej pełnił funkcję dowódcy jednostki w pierwszych dniach kampanii wrześniowej. Dowodził w bitwie pod Bukowcem. W nocy 4/5 września 1939 roku dokonał rozwiązania 16 puł. Został wzięty do niewoli przez Niemców i osadzony w oflagu nr 506.
Zmarł 10 sierpnia 1953. Jest pochowany na cmentarzu rzymskokatolickim w Piotrkowie Trybunalskim.

## Ordery i odznaczenia
- Krzyż Srebrny Orderu Wojskowego Virtuti Militari nr 6716 (10 maja 1922)[15]
- Krzyż Walecznych (trzykrotnie)
- Złoty Krzyż Zasługi (19 marca 1936)[16][17]
- Medal Niepodległości (15 kwietnia 1932)[18]
- Medal Pamiątkowy za Wojnę 1918–1921
- Medal Dziesięciolecia Odzyskanej Niepodległości

- Krzyż Kawalerski Orderu Korony Rumunii (Rumunia)
- Medal Pamiątkowy Wielkiej Wojny (Francja)
- Medal Zwycięstwa („Médaille Interalliée”)